# 29 augustus
29 augustus is de 241ste dag van het jaar (242ste dag in een schrikkeljaar) in de gregoriaanse kalender. Hierna volgen nog 124 dagen tot het einde van het jaar.

## Gebeurtenissen
- Algemeen
  - 1599 - Johan Filips van Nassau-Idstein wordt opgevolgd door zijn broer Johan Lodewijk II van Nassau-Idstein.
  - 2005 - De orkaan Katrina richt zware schade aan in enkele zuidelijke Amerikaanse staten.
  - 2014 - De vulkaan Tavurvur in Papoea-Nieuw-Guinea barst uit.
- Economie
  - 1990 - In Wenen wordt door tien olieministers van de OPEC een akkoord bereikt om voor de duur van de Golfoorlog de overeengekomen productieplafonds voor olie op te heffen. De prijs van een vat ruwe olie daalt zo met ongeveer twee dollar per vat.
- Gezondheid
  - 1949 - Het Koningin Wilhelminafonds voor Kankerbestrijding wordt opgericht.
- Kunst en cultuur
  - 1988 - De later met een Gouden Kalf bekroonde film Spoorloos van regisseur George Sluizer gaat in première.
- Media
  - 2020 - Voor de tweede keer, maar na 19 jaar, wint een kandidaat (Hennie uit Lelystad) 1 miljoen euro in het tv-programma BankGiro Miljonairs.
  - 2023 - De 21-jarige zangeres Froukje Veenstra maakt haar opwachting als kandidaat in het televisieprogramma de Slimste Mens. Veenstra is tot nu toe de jongste kandidaat ooit in de geschiedenis van het programma.[1]
- Politiek
  - 870 - Malta komt onder Arabische heerschappij.
  - 1842 - Het Verdrag van Nanking tussen het Verenigd Koninkrijk en het Qingkeizerrijk maakt een einde aan de Eerste Opiumoorlog.
  - 1913 - Het kabinet-Cort van der Linden volgt het kabinet-Heemskerk op.
  - 1991 - President Étienne Eyadéma van Togo stemt in met de invoering van hervormingen die moeten leiden tot een democratie in de West-Afrikaanse staat.
- Recreatie
  - 2010 - Subtropisch zwembad Tropicana in Rotterdam sluit zijn deuren.
- Religie
  - 1484 - Paus Innocentius VIII volgt Paus Sixtus IV op.
  - 1982 - Bezoek van Paus Johannes Paulus II aan de Republiek San Marino en de Italiaanse stad Rimini.
  - 1997 - Ontslag van de Nederlander Herman Münninghoff als bisschop van Jayapura in Indonesië.
  - 1998 - Bisschopswijding van Antoon Hurkmans, Nederlands bisschop van Bisdom 's-Hertogenbosch, door bisschop Johannes ter Schure in de Sint-Janskathedraal te 's-Hertogenbosch.
  - 2003 - Bisschopswijding van de eerste rooms-katholieke bisschop in Mongolië, Wenceslao Selga Padilla uit de Filipijnen, apostolisch prefect van Ulaanbaatar, door kardinaal Crescenzio Sepe in Ulaanbaatar.
- Sport
  - 1928 - Oprichting van de Hondurese voetbalclub Club Deportivo Motagua uit de hoofdstad Tegucigalpa.
  - 1972 - Zwemmer Mark Spitz uit de Verenigde Staten brengt bij de Olympische Spelen in München zijn eigen wereldrecord op de 200 meter vrije slag op 1.52,78.
  - 1973 - Het Nederlands voetbalelftal loopt IJsland in Deventer met 8-1 onder de voet in de kwalificatiereeks voor het WK voetbal 1974 in West-Duitsland door doelpunten van Willy Brokamp (2), Johan Cruijff (2), Johan Neeskens, René van de Kerkhof, Dick Schneider (strafschop) en Wim van Hanegem.
  - 1993 - In het Wagener-stadion in Amstelveen verliezen de Nederlandse hockeysters in de finale van de strijd om de Champions Trophy na strafballen van Australië.
  - 1993 - Atlete Ellen van Langen brengt in Sheffield het Nederlands record op de incourante 1.000 meter op 2.35,21 minuten.
  - 1993 - Rikkert Faneyte maakt als speler van de San Francisco Giants zijn debuut in het Amerikaanse profhonkbal.
  - 1999 - In Keulen verlengen de Nederlandse hockeysters de Europese titel door gastland Duitsland in de finale met 2-1 te verslaan.
  - 2004 - Vanderlei de Lima krijgt de Pierre de Coubertin-medaille voor het feit dat hij in de slotfase van de Olympische marathon van Athene werd gehinderd door een dolgedraaide voormalig priester uit Ierland.
  - 2015 - Het Nederlandse hockeyteam is Europees Kampioen geworden in Londen.
- Wetenschap en technologie
  - 1893 - Whitcomb Judson verkrijgt octrooi op de ritssluiting.
  - 1965 - Landing van Gemini 5 met astronauten Gordon Cooper en Charles "Pete" Conrad na een 8 dagen durende missie. De Verenigde Staten hebben hiermee voor het eerst het record van de langste duur van een bemande ruimtevlucht in handen.[2]
  - 1970 - Eerste vlucht van een Douglas DC-10.
  - 2021 - Lancering van een Falcon 9 raket van SpaceX vanaf Kennedy Space Center Lanceercomplex 39 voor de Dragon CRS-2 SpX-23 bevoorradingsmissie naar het ISS. Het Dragon 2 ruimtevaartuig bevat zo'n 2.200 kg aan vracht voor het ISS waar onder verschillende wetenschappelijke experimenten, cubesats en de GITAI Robot Arm.[3]
  - 2023 - De Nederlandse politie maakt bekend dat in de nacht van 26 augustus door een gezamenlijke internationale actie van politie- en justitiediensten het wereldwijde botnet Qakbot onschadelijk is gemaakt. In Nederland werden 22 servers aangetroffen die met het botnet verbonden waren.[4]

## Geboren

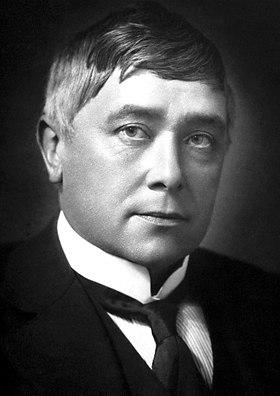
Maurice Maeterlinck
geboren in 1862

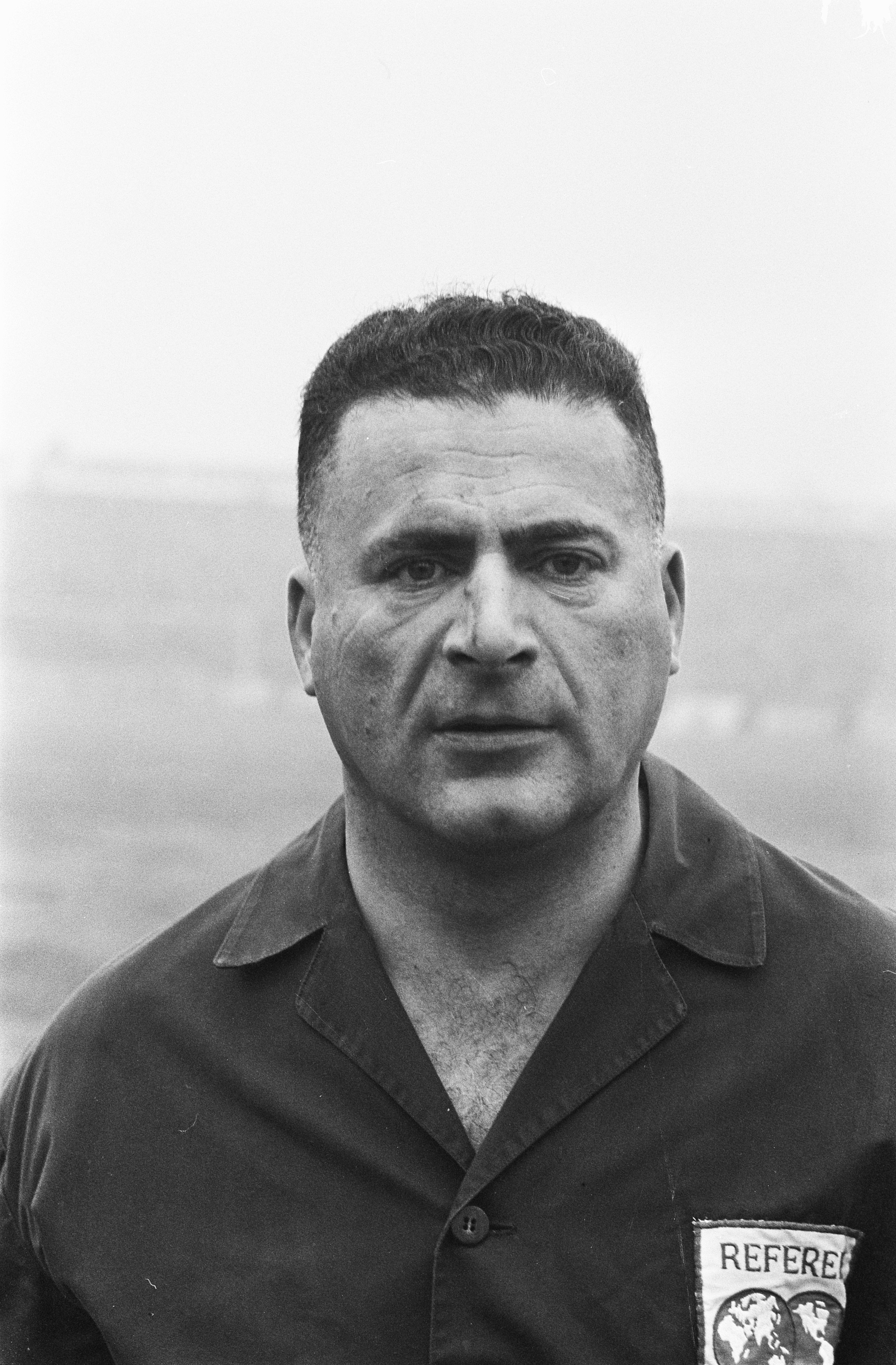
Leo Horn
geboren in 1916

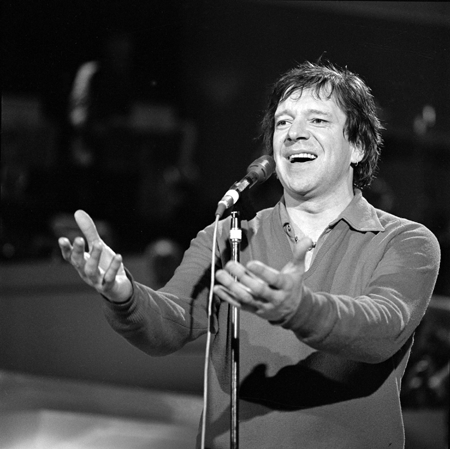
Ramses Shaffy
geboren in 1933

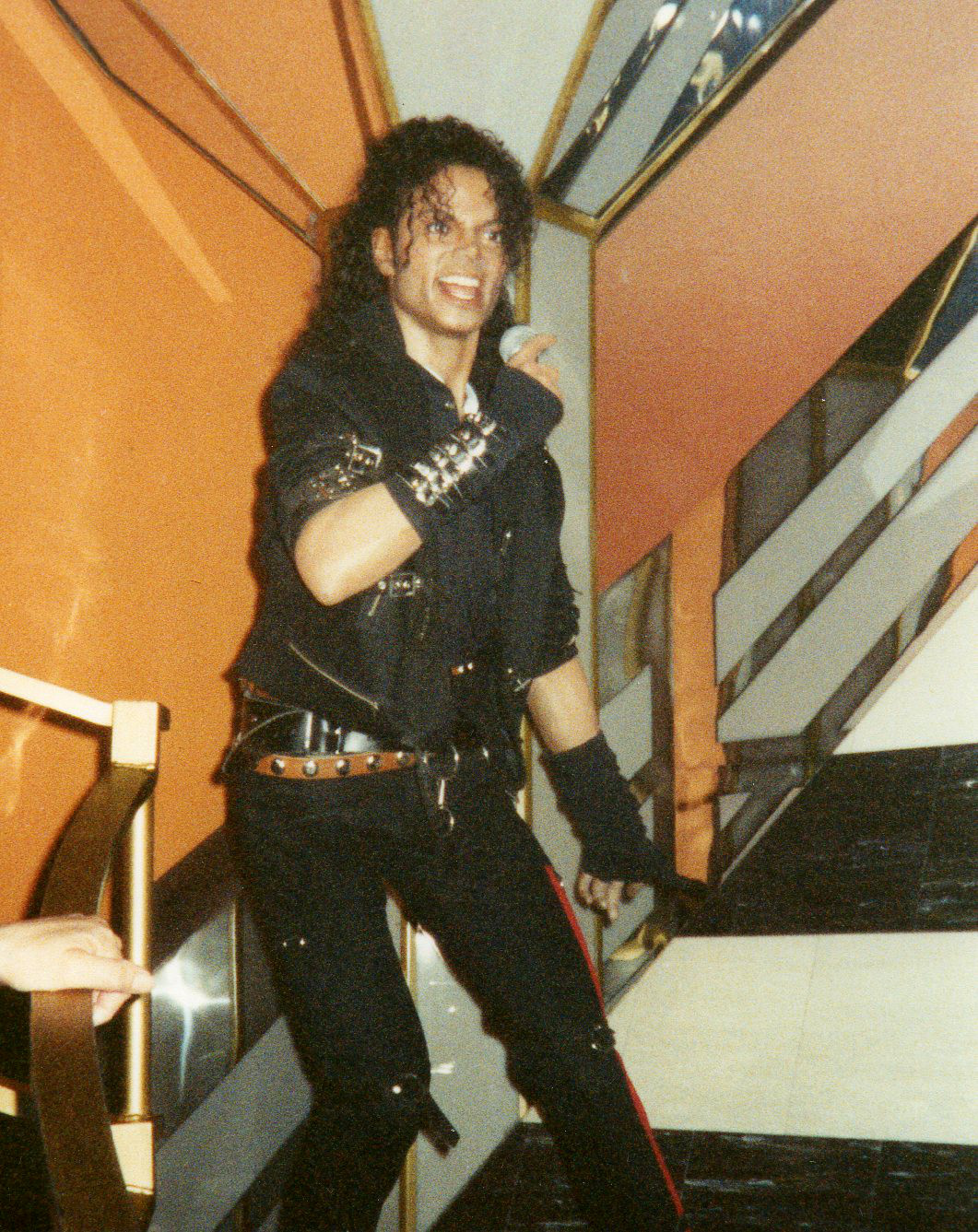
Michael Jackson
geboren in 1958

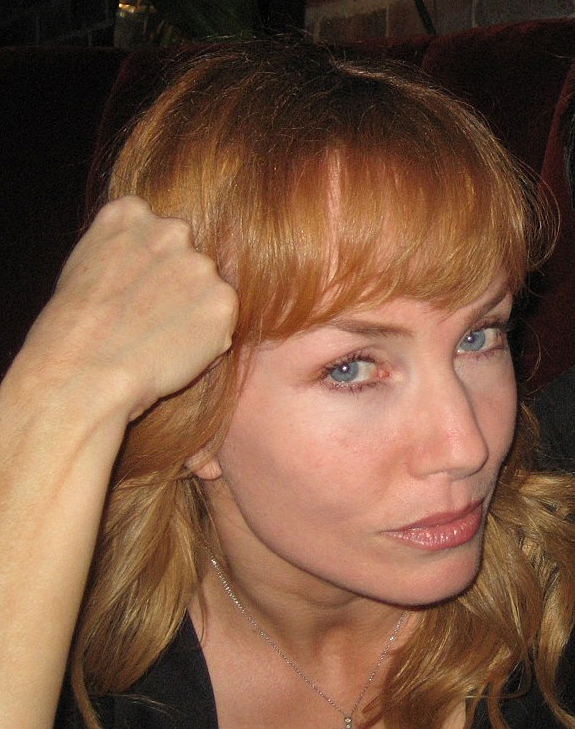
Rebecca De Mornay
geboren in 1959

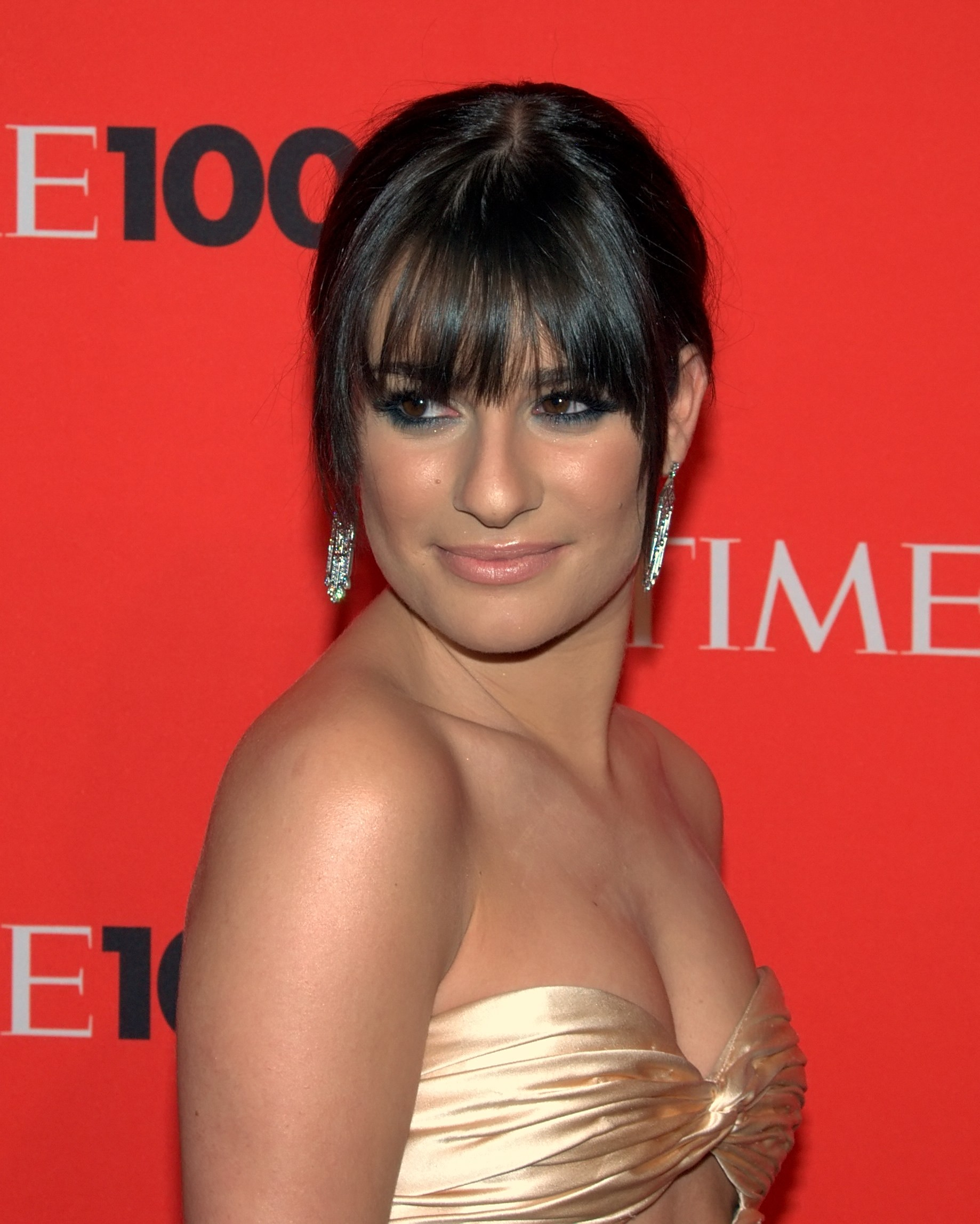
Lea Michele
geboren in 1986

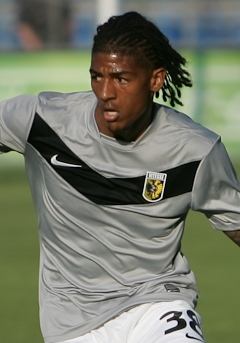
Patrick van Aanholt
geboren in 1990

- 1387 - koning Hendrik V van Engeland (overleden 1422)
- 1619 - Jean-Baptiste Colbert, Frans politicus (overleden 1683)
- 1632 - John Locke, Engels filosoof (overleden 1704)
- 1780 - Jean Auguste Dominique Ingres, Frans schilder (overleden 1867)
- 1796 - Gaspard Théodore Mollien, Frans diplomaat en ontdekkingsreiziger (overleden 1872)
- 1862 - Maurice Maeterlinck, Belgisch schrijver (overleden 1949)
- 1864 - Louis Hayet, Frans kunstschilder (overleden 1940)
- 1871 - Albert Lebrun, president van Frankrijk (overleden 1950)
- 1880 - Reinhold Lobedanz, Oost-Duits politicus (overleden 1955)
- 1883 - Henricus Lamiroy, Belgisch bisschop van Brugge (overleden 1952)
- 1894 - Maarten Meuldijk, Nederlands nationaalsocialistisch tekenaar en essayist. (overleden 1972)
- 1897 - Helge Rosvaenge, Deens operazanger (overleden 1972)
- 1905 - Willem Cornelis van Buuren, Nederlands verzetsstrijder (overleden 1964)
- 1905 - Arndt Pekurinen, Fins pacifist (overleden 1941)
- 1905 - Phillip H. Smith, Amerikaans ingenieur (overleden 1987)
- 1905 - Al Taliaferro, Amerikaans Disney-artiest (overleden 1969)
- 1906 - Andries Hoogerwerf, Nederlands atleet (overleden 1977)
- 1908 - Miguel Ángel Lauri, Argentijns voetballer (overleden 1994)
- 1910 - Renaat Braem, Vlaams-Belgisch architect (overleden 2001)
- 1913 - Jan Ekier, Pools pianist en componist (overleden 2014)
- 1914 - Robert Herman, Amerikaans natuurkundige (overleden 1997)
- 1915 - Ingrid Bergman, Zweeds actrice (overleden 1982)
- 1916 - Leo Horn, Nederlands voetbalscheidsrechter (overleden 1995)
- 1918 - Clemens Roothaan, Nederlands-Amerikaans natuurkundige en informaticus (overleden 2019)
- 1920 - Charlie Parker, Amerikaans jazzsaxofonist (overleden 1955)
- 1921 - Iris Apfel, Amerikaans zakenvrouw en mode-icoon (overleden 2024)
- 1921 - Els Veder-Smit, Nederlands politica (overleden 2020)
- 1922 - Henk Faanhof, Nederlands wielrenner (overleden 2015)
- 1923 - Richard Attenborough, Brits regisseur (overleden 2014)
- 1924 - Consuelo Velázquez, Mexicaans componiste (overleden 2005)
- 1924 - Dinah Washington, Amerikaans blues-, R&B- en jazzzangeres (overleden 1963)
- 1928 - Herman Deleeck, Belgisch econoom en politicus (overleden 2002)
- 1930 - Marius van Amelsvoort, Nederlands politicus (overleden 2006)
- 1930 - Raoul De Keyser, Belgisch kunstschilder (overleden 2012)
- 1930 - Ko Kiers, Nederlands politicus en ondernemer (overleden 2006)
- 1930 - Carlos Loyzaga, Filipijns basketballer en basketbalcoach (overleden 2016)
- 1933 - Jehan Sadat, Egyptisch presidentsvrouw en mensenrechtenactiviste (overleden 2021)
- 1933 - Ramses Shaffy, Nederlands zanger en acteur (overleden 2009)
- 1933 - Alan Stacey, Brits autocoureur (overleden 1960)
- 1934 - Horst Szymaniak, Duits voetballer (overleden 2009)
- 1935 - Hugo Brandt Corstius, Nederlands computertaalkundige en schrijver (overleden 2014)
- 1935 - William Friedkin, Amerikaans filmregisseur (overleden 2023)
- 1936 - Inga Artamonova, Sovjet-Russisch langebaanschaatsster (vermoord in 1966)
- 1936 - John McCain, Amerikaans Republikeins senator en presidentskandidaat (overleden 2018)
- 1936 - Harry van Raaij, Nederlands voetbalbestuurder (overleden 2020)
- 1937 - Henk Hermsen, Nederlands waterpolospeler (overleden 2022)
- 1938 - Christian Müller, Duits voetballer
- 1938 - Hermann Nitsch, Oostenrijks kunstenaar (overleden 2022)
- 1939 - Joel Schumacher, Amerikaans filmregisseur, scenarioschrijver en producent (overleden 2020)
- 1939 - Jan Theelen, Nederlands muzikant en arrangeur (overleden 2022)
- 1940 - James S. Brady, Amerikaans persvoorlichter en adviseur van Ronald Reagan (overleden 2014)
- 1940 - Simon Kistemaker, Nederlands voetbaltrainer (overleden 2021)
- 1940 - Wim Ruska, Nederlands judoka (overleden 2015)
- 1941 - Kees Verschuren, Nederlands beeldend kunstenaar
- 1941 - Rein Welschen, Nederlands bestuurder (overleden 2013)
- 1941 - Huib Broos, Nederlands acteur (overleden 2011)
- 1941 - Ole Ritter, Deens wielrenner
- 1942 - Gottfried John, Duits acteur (overleden 2014)
- 1942 - Coen Zuidema, Nederlands schaker
- 1943 - Piet Braspennincx, Nederlands wielrenner
- 1943 - Dick Halligan, Amerikaans muzikant (overleden 2022)
- 1944 - Frans Bromet, Nederlands televisieprogrammamaker en cameraman
- 1945 - Jean Ragnotti, Frans rallyrijder
- 1945 - Wyomia Tyus, Amerikaans atlete
- 1946 - Jean Baptiste Bagaza, staatshoofd van Burundi (overleden 2016)
- 1946 - Bob Beamon, Amerikaans atleet
- 1947 - James Hunt, Brits autocoureur (overleden 1993)
- 1947 - Jacques Kruithof, Nederlands schrijver en criticus (overleden 2008)
- 1948 - Otto Demarmels, Zwitsers voetballer
- 1948 - Tara Singh Varma, Nederlands politicus
- 1949 – Igor Bogdanoff, Frans tv-presentator (overleden 2022)
- 1949 – Grisjka Bogdanoff, Frans tv-presentator (overleden 2021)
- 1953 - Peter Rusman, Nederlands atleet (overleden 1985)
- 1954 - Elma van Haren, Nederlands dichteres
- 1954 - Wladimir Rodrigues dos Santos, Braziliaans voetballer
- 1955 - Bernarda Fink, Argentijns mezzosopraan
- 1955 - Diamanda Galás, Amerikaans popzangeres
- 1955 - Frank Hoste, Belgisch wielrenner
- 1958 - Michael Jackson, Amerikaans zanger en popidool (overleden 2009)
- 1958 - Roland Verstappen, Nederlands zanger
- 1959 - Ramón Ángel Díaz, Argentijns voetballer
- 1959 - Rebecca De Mornay, Amerikaans actrice
- 1961 - Ahmed Aboutaleb, Marokkaans/Nederlands politicus
- 1961 - Carsten Fischer, Duits hockeyer
- 1961 - Chuwit Kamolvisit, Thais politicus
- 1962 - Richard Angelo, Amerikaans moordenaar
- 1962 - Ron de Jong, Nederlands crimineel (overleden 2023)
- 1962 - Jutta Kleinschmidt, Duits rallyrijdster
- 1963 - Irene de Kok, Nederlands judoka
- 1964 - Jerry de Jong, Nederlands voetballer
- 1965 - Jari Vanhala, Fins voetballer
- 1967 - Jiří Růžek, Tsjechisch kunstfotograaf
- 1968 - Erik van Loon, Nederlands rallycourreur
- 1969 - Bill Granger, Australisch autodidactische kok, ondernemer en schrijver (overleden 2023)
- 1969 - Joe Swail, Noord-Iers snookerspeler
- 1970 - Jacco Eltingh, Nederlands tennisser
- 1971 - Tina Bøttzau, Deens handbalster
- 1971 - Iulică Ruican, Roemeens roeier
- 1971 - Marco Sandy, Boliviaans voetballer
- 1972 - Radek Bejbl, Tsjechisch voetballer
- 1972 - Miranda Boonstra, Nederlands atlete
- 1972 - Amanda Marshall, Canadees zangeres
- 1973 - Boris van der Ham, Nederlands politicus
- 1973 - Olivier Jacque, Frans motorcoureur
- 1973 - Thomas Tuchel, Duits voetballer en voetbalcoach
- 1974 - Nicola Amoruso, Italiaans voetballer
- 1974 - Denis Caniza, Paraguayaans voetballer
- 1974 - Kenneth Pérez, Deens voetballer
- 1974 - Anouk Smulders, Nederlands model
- 1976 - Zoltán Almási, Hongaars schaker
- 1976 - Michael Blackwood, Jamaicaans atleet
- 1976 - Art Rooijakkers, Nederlands presentator en programmamaker
- 1976 - Jon Dahl Tomasson, Deens voetballer
- 1977 - Frank Broers, Nederlands voetballer
- 1977 - Richard Knopper, Nederlands voetballer
- 1977 - John O'Brien, Amerikaans voetballer
- 1977 - Arno Splinter, Nederlands voetballer
- 1978 - Déborah Anthonioz, Frans snowboardster
- 1978 - Jens Boden, Duits langebaanschaatser
- 1978 - Elisabeth Esterl, Duits golfster
- 1978 - Joke Mortier, Belgisch atlete
- 1979 - Stijn Devolder, Belgisch wielrenner
- 1979 - Youssoupha, Frans rapper
- 1980 - Perdita Felicien, Canadees atlete
- 1981 - Émilie Dequenne, Belgisch actrice (overleden 2025)
- 1981 - Hugues Duboscq, Frans zwemmer
- 1981 - Geneviève Jeanson, Canadees wielrenster
- 1981 - Rob Reckers, Nederlands hockeyer
- 1982 - Talita Antunes da Rocha, Braziliaans beachvolleyballer
- 1983 - Jhon van Beukering, Nederlands voetballer
- 1983 - Jennifer Landon, Amerikaans actrice
- 1984 - Helge Meeuw, Duits zwemmer
- 1984 - Karim Soltani, Frans voetballer
- 1984 - Gil Suray, Belgisch wielrenner
- 1986 - Johan Carlsson, Zweeds golfer
- 1986 - Lea Michele, Amerikaans actrice
- 1987 - Saskia Loretta van Erven Garcia, Nederlands/Colombiaans schermster
- 1987 - Sanne Pluim, Nederlands voetbalster
- 1988 - Harry Aikines-Aryeetey, Brits atleet
- 1989 - Su Bingtian, Chinees atleet
- 1989 - Charlotte Ritchie, Engels actrice
- 1990 - Patrick van Aanholt, Nederlands voetballer
- 1991 - Youness Mokhtar, Marokkaans/Nederlands voetballer
- 1993 - Lucas Cruikshank, Amerikaans acteur
- 1993 - Liam Payne, Brits singer-songwriter; lid van boyband One Direction (overleden 2024)
- 1994 - Gabriele Detti, Italiaans zwemmer
- 1995 - Andreas Bäckman, Zweeds autocoureur
- 1999 - Igor Sloejev, Russisch snowboarder
- 1999 - Mara Titarsolej, Nederlands gymnaste
- 2001 - Luca Bernardi, San Marinees motorcoureur
- 2002 - Destiny Chukunyere, Maltees zangeres
- 2003 - Gregossan, Nederlands rapper
- 2004 - Orri Óskarsson, IJslands voetballer

## Overleden

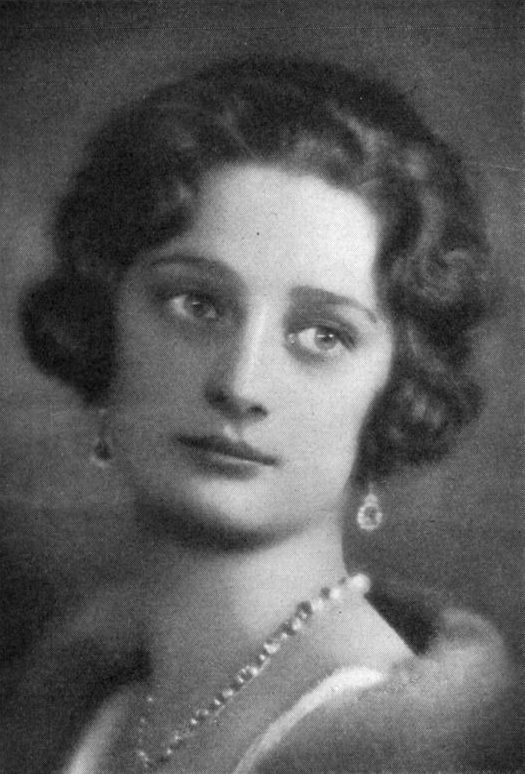
Astrid van Zweden
overleden in 1935

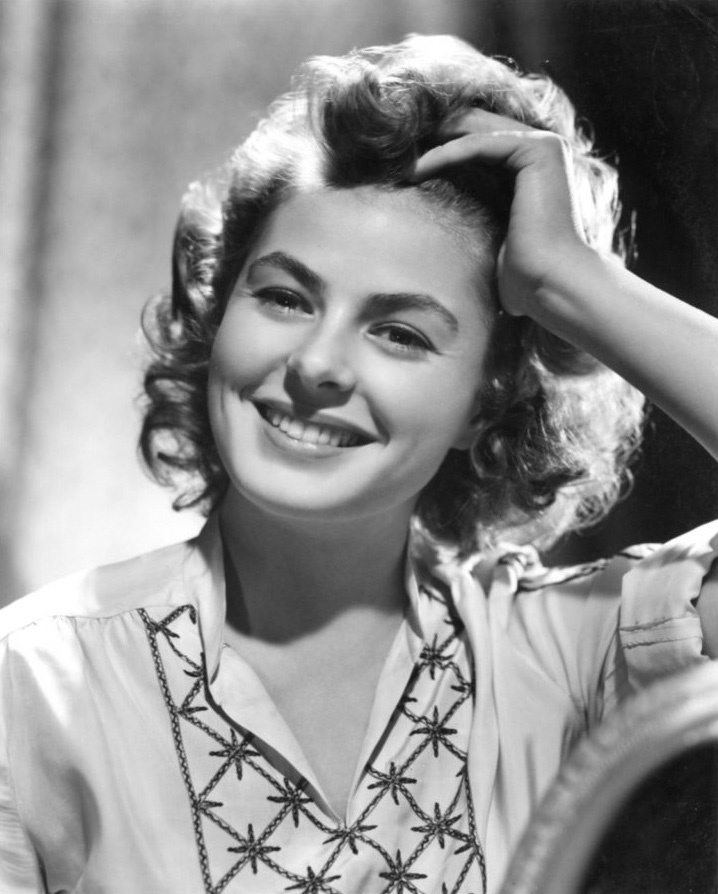
Ingrid Bergman
geboren in 1915, overleden in 1982

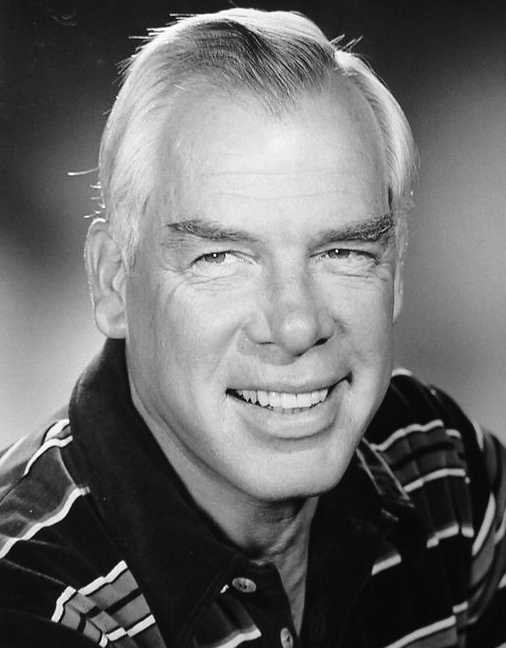
Lee Marvin
overleden in 1987

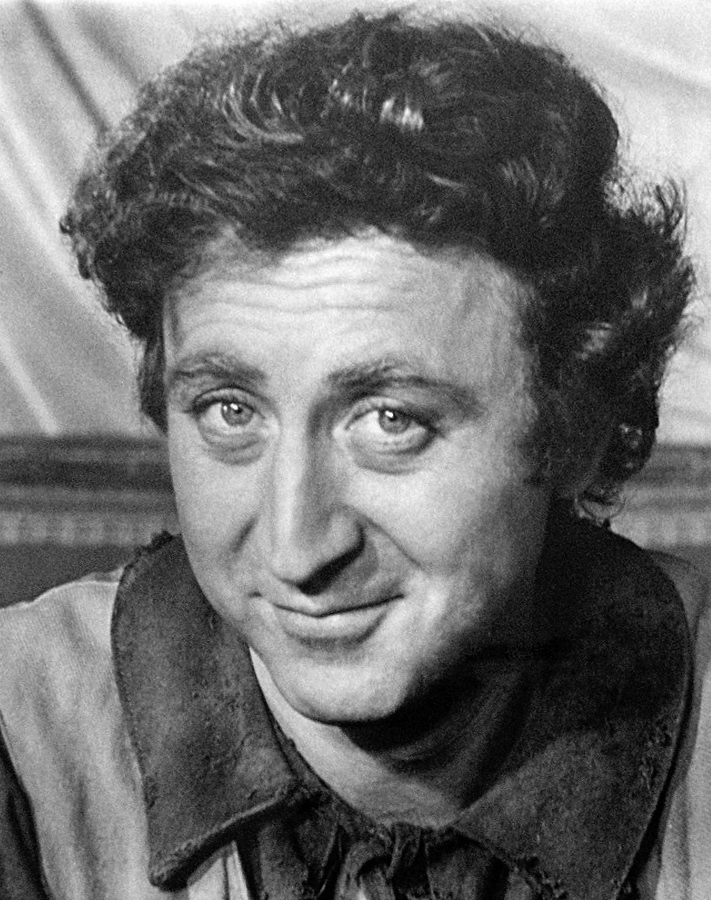
Gene Wilder
overleden in 2016

- 886 - Basileios I (59), Byzantijns keizer
- 1123 - Øystein I (±35), Koning van Noorwegen
- 1317 - Imagina van Isenburg-Limburg, koningin van Duitsland, gravin van Nassau, landgravin van Thüringen (jaartal bij benadering)
- 1526 - Lodewijk II (20), Koning van Hongarije en Bohemen
- 1599 - Johan Filips van Nassau-Idstein (4), graaf van Nassau-Idstein
- 1654 - Wouter van Twiller (48), Nederlands gouverneur van Nieuw-Nederland
- 1661 - Louis Couperin (35), Frans musicus
- 1763 - Karel August van Waldeck-Pyrmont (58), Duits vorst
- 1799 - Pius VI (81), Italiaans paus
- 1877 - Brigham Young (76), leider van de Mormonen
- 1904 - Murat V (63), 33e Sultan van het Ottomaanse Rijk
- 1910 - Johan Eilerts de Haan (44), Nederlands ontdekkingsreiziger
- 1914 - Rudolf Ahorn (24), Duits voetballer
- 1935 - Koningin Astrid van België (29)
- 1940 - Arthur De Greef (78), Belgisch componist en pianist
- 1951 - Frans Bolsius (82), Nederlands advocaat en politicus
- 1951 - Jakob Kraus (89), Nederlands waterbouwkundige en politicus
- 1957 - Luigi Delmotte (64), Belgisch bisschop van Doornik
- 1960 - Ben Springer (63), Nederlands dammer
- 1966 - Said Qutb (59), Egyptisch ideoloog
- 1969 - Zia al-Din Tabataba'i (80/81), Iraans journalist en premier
- 1972 - Lale Andersen (67), Duits zangeres
- 1975 - Éamon de Valera (92), Iers president
- 1977 - Brian McGuire (31), Australisch autocoureur
- 1982 - Ingrid Bergman (67), Zweeds actrice
- 1987 - Lee Marvin (63), Amerikaans acteur
- 1990 - Luigi Beccali (82), Italiaans atleet
- 1992 - Henricus Rol (86), Nederlands grafisch kunstenaar
- 1996 - Tera de Marez Oyens (64), Nederlands componist
- 2002 - Lance Macklin (82), Brits autocoureur
- 2003 - Dirk Stoclet (71), Belgisch atleet
- 2004 - Hans Vonk (62), Nederlands dirigent
- 2005 - Tonio Hildebrand (74), Nederlands autocoureur
- 2005 - Peter Simons (59), Belgisch film- en televisieregisseur
- 2006 - Benjamin Rawitz-Castel (60), Israëlisch pianist
- 2006 - Mady Saks (64), Nederlands filmregisseuse
- 2007 - Nenita Cortes-Daluz (68), Filipijns politica en radiopresentatrice
- 2007 - Pierre Messmer (91), Frans militair, koloniaal bestuurder en politicus
- 2007 - Chaswe Nsofwa (26/28), Zambiaans voetballer
- 2007 - Alfred Peet (87), Nederlands-Amerikaans koffiebrander
- 2007 - Ton Schipper (72), Nederlands politicus
- 2009 - Mady Rahl (94), Duits actrice
- 2010 - Appie Baantjer (86), Nederlands voormalig politierechercheur en schrijver van de Baantjer reeksen.
- 2010 - Dejene Birhanu (29), Ethiopisch atleet
- 2011 - David Edwards (96), Amerikaans bluesgitarist en -zanger
- 2011 - Fernando Ferretti (62), Braziliaans voetballer
- 2011 - John Parke (74), Noord-Iers voetballer
- 2012 - Hans Jürgen Diedrich (89), Duits acteur
- 2013 - Medardo Joseph Mazombwe (81), Zambiaans kardinaal
- 2013 - Martin Veerman (59), Nederlands muzikant
- 2014 - Björn Waldegård (70), Zweeds rallyrijder
- 2014 - John Waldschmit (53), Nederlands volksfiguur (Haagse Sjonnie)
- 2015 - Wayne Dyer (75), Amerikaans schrijver en psychotherapeut
- 2016 - Pieter Steinz (52), Nederlands journalist en schrijver
- 2016 - Gene Wilder (83), Amerikaans acteur
- 2017 - Angélique Duchemin (26), Frans boksster
- 2017 - Henk Jager (84), Nederlands burgemeester
- 2018 - François Konter (83), Luxemburgs voetballer
- 2018 - James Mirrlees (82), Brits econoom en Nobelprijswinnaar
- 2020 - Chadwick Boseman (43), Amerikaans acteur, filmproducent, filmregisseur en scenarioschrijver
- 2021 - Ed Asner (91), Amerikaans acteur
- 2021 - Marie-Louise Bemelmans-Videc (74), Nederlands politica en kindactrice
- 2021 - Lee Perry (85), Jamaicaans reggae-muzikant, zanger en producer
- 2021 - Emiel Ravijts (74), Belgisch acteur
- 2021 - Jacques Rogge (79), Belgisch arts, sporter en voorzitter van het IOC.
- 2022 - Charlbi Dean (32), Zuid-Afrikaans actrice en model
- 2022 - Jai Ram Reddy (85), Fijisch jurist en politicus
- 2022 - Ron de Roode (57), Nederlands voetballer
- 2023 - Waldemar Victorino (71), Uruguayaans voetballer
- 2023 - Karst Woudstra (76), Nederlands regisseur en toneelschrijver
- 2024 - Mihaela Peneș (77), Roemeens atlete

## Viering/herdenking
- Rooms-katholiek kalender:

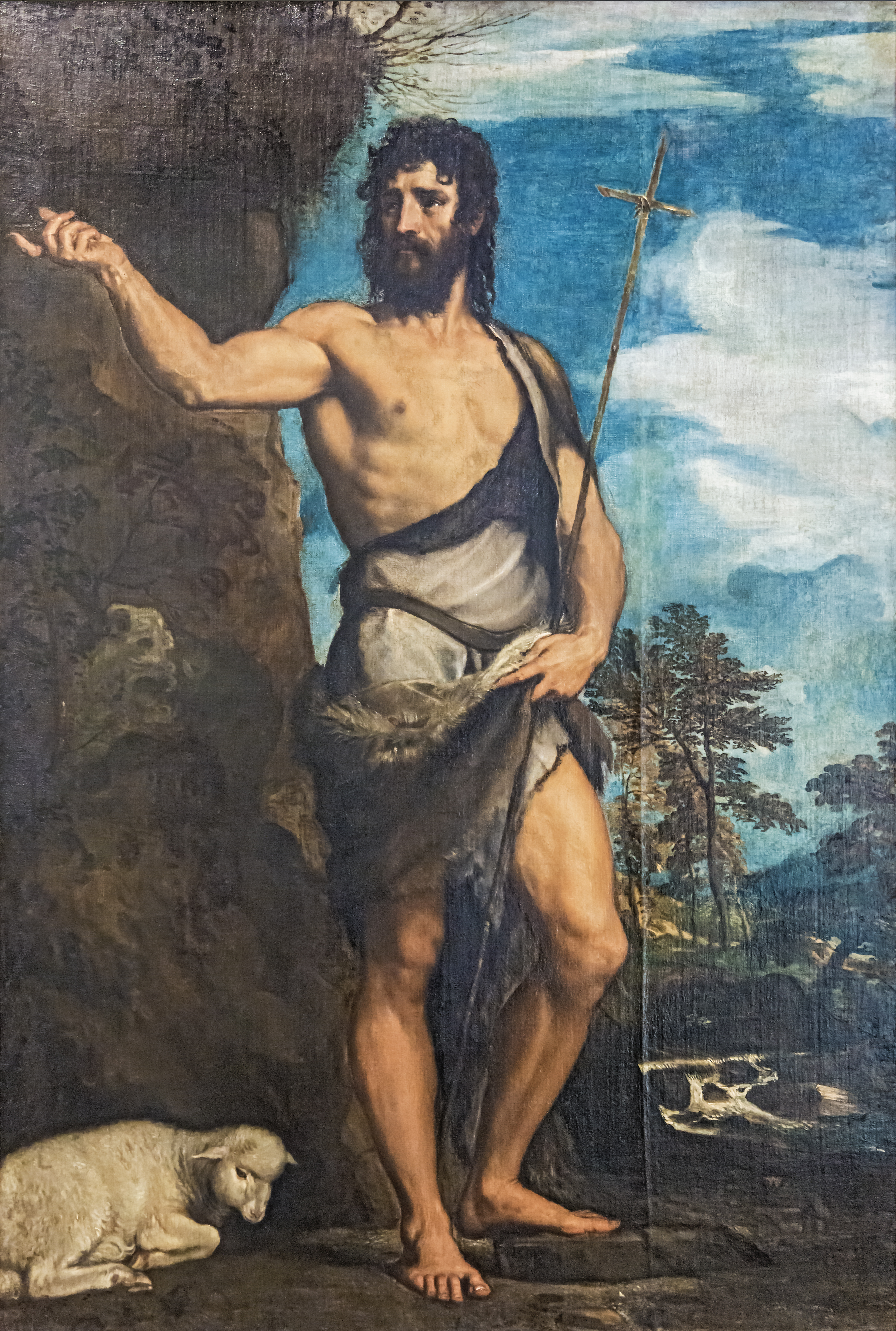
Sint Johannes de Doper, schilderij van Titiaan. Linksonder het Lam Gods.

  - Sint Jans Onthoofding († c. 30), martelaar - Gedachtenis
  - Heilige Sabina (van Vindena) († c. 127)
  - Heilige Verona (van Leefdaal) († c. 900)
  - Heilige Euphrasia Eluvathingal († 1952)
  - Heilige Adelphus van Metz († 430)
  - Zalige Beatrijs van Nazareth († 1268)

## Weerextremen

### Nederland
| | Officiële records | Officiële records | Officiële records |      | Landelijke records | Landelijke records | Landelijke records           |
| Gebeurtenis | Jaar              | Extreem           | Locatie           | Jaar | Extreem            | Locatie            |                              |
| --- | ----------------- | ----------------- | ----------------- | ---- | ------------------ | ------------------ | ---------------------------- |
| Laagste etmaalgemiddelde temperatuur (°C) | 1963              | 11,7              | De Bilt           |      | 2010               | 11,0               | Eelde                        |
| Hoogste etmaalgemiddelde temperatuur (°C) | 1930              | 23,0              | De Bilt           |      | 1942               | 25,0               | Maastricht                   |
| Laagste minimumtemperatuur (°C) | 1993              | 4,4               | De Bilt           |      | 1993               | 2,5                | Deelen                       |
| Hoogste minimumtemperatuur (°C) | 1930              | 17,8              | De Bilt           |      | 1942               | 20,2               | Vlissingen                   |
| Laagste maximumtemperatuur (°C) | 1901              | 15,3              | De Bilt           |      | 1996               | 13,4               | Maastricht                   |
| Hoogste maximumtemperatuur (°C) | 1930              | 29,3              | De Bilt           |      | 1942               | 32,6               | Maastricht                   |
| Hoogste uurgemiddelde windsnelheid (m/s) | 1917, 1946        | 12,3              | De Bilt           |      | 1996 2010          | 21,0 21,0          | Cadzand, Vlissingen Vlieland |
| Hoogste windstoot (m/s) | 1959              | 17,0              | De Bilt           |      | 1996               | 30,0               | Cadzand                      |
| Langste zonneschijnduur (uur) | 1902              | 13,0              | De Bilt           |      | 1991               | 13,2               | Nieuw Beerta                 |
| Langste neerslagduur (uur) | 2010              | 11,2              | De Bilt           |      | 1996               | 17,5               | Maastricht                   |
| Hoogste etmaalsom van de neerslag (mm) | 2010              | 25,6              | De Bilt           |      | 1996               | 64,3               | Westdorpe                    |
| Laagste etmaalgemiddelde relatieve vochtigheid (%) | 1933              | 61                | De Bilt           |      | 1933               | 42                 | Maastricht                   |
| Laagste uurwaarde luchtdruk op zeeniveau (hPa) | 1905              | 986,8             | De Bilt           |      | 1905               | 986,8              | De Bilt                      |
| Hoogste uurwaarde luchtdruk op zeeniveau (hPa) | 1906              | 1029,9            | De Bilt           |      | 1906               | 1029,9             | De Bilt                      |
| Officiële records worden altijd gemeten op het KNMI-weerstation in De Bilt. Landelijke records kunnen worden gemeten op elk officieel KNMI-weerstation in Nederland. |                   |                   |                   |      |                    |                    |                              |

Uitzonderlijke gebeurtenissen
- 1902 - Laatste officiële zomerse dag van het jaar (maximumtemperatuur ≥ 25 °C in De Bilt)
- 1913 - Laatste officiële zomerse dag van het jaar (maximumtemperatuur ≥ 25 °C in De Bilt)
- 1930 - Officieel hoogste minimumtemperatuur in °C van het jaar gemeten in De Bilt: 17,8
- 1933 - Laatste officiële zomerse dag van het jaar (maximumtemperatuur ≥ 25 °C in De Bilt)
- 1942 - Officieel hoogste minimumtemperatuur in °C van het jaar gemeten in De Bilt: 17,6
- 1976 - Laatste officiële zomerse dag van het jaar (maximumtemperatuur ≥ 25 °C in De Bilt)
- 1990 - Laatste officiële zomerse dag van het jaar (maximumtemperatuur ≥ 25 °C in De Bilt)
- 2017 - Laatste officiële zomerse dag van het jaar (maximumtemperatuur ≥ 25 °C in De Bilt)
- 2023 - Officieel laagste minimumtemperatuur in °C van augustus dit jaar gemeten in De Bilt: 9,1

### België
Dagrecords
- 1885 - Laagste etmaalgemiddelde temperatuur 11,5 °C
- 1930 - Hoogste etmaalgemiddelde temperatuur 25,4 °C
- 1940 - Laagste minimumtemperatuur 5,8 °C
- 1942 - Hoogste maximumtemperatuur 31,1 °C
- 1996 - Hoogste etmaalsom van de neerslag 56,7 mm. Dit is de natste dag ooit in de maand augustus.

Uitzonderlijke gebeurtenissen
- 1916 - 63 mm neerslag in Brugge.
- 1979 - Minimumtemperatuur in Koksijde: 4,9 °C.
- 1996 - Neerslag tot 150 mm in Merendree (Nevele) en 183 mm in Hombourg (Plombières) gemeten over twee dagen.
- 1996 - Windsnelheid van 108 km/h in Middelkerke.

<< · 1 · 2 · 3 · 4 · 5 · 6 · 7 · 8 · 9 · 10 · 11 · 12 · 13 · 14 · 15 · 16 · 17 · 18 · 19 · 20 · 21 · 22 · 23 · 24 · 25 · 26 · 27 · 28 · 29 · 30 · 31 · >>